# Festival international des cinémas d'Asie de Vesoul 2009
Le Festival international des cinémas d'Asie 2009 a eu lieu du 10 au 17 février 2009 à Vesoul, dans la Haute-Saône. C'était la 15e édition de ce Festival international des cinémas d'Asie.

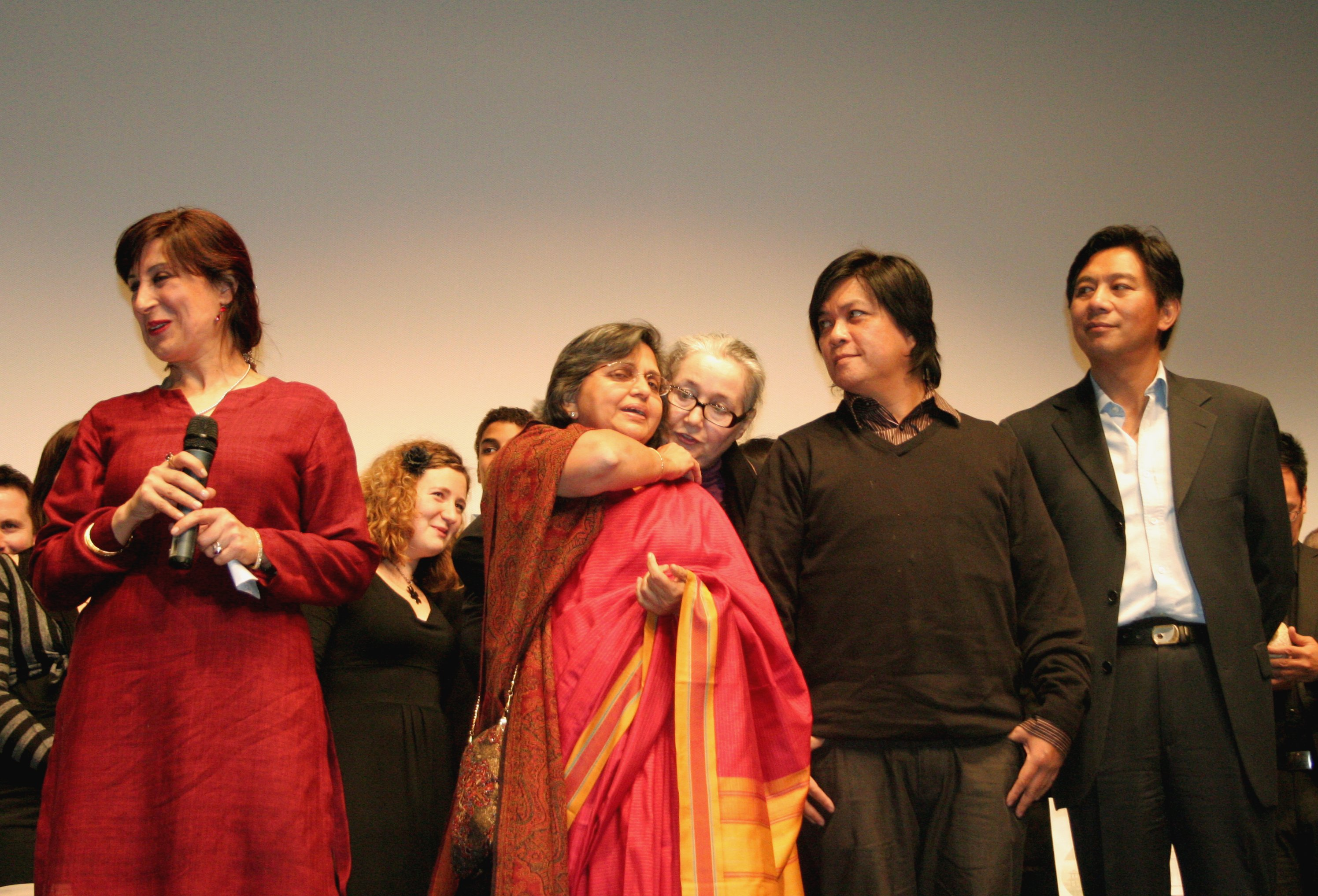
Le jury international lors de la cérémonie de clôture au théâtre Edwige Feuillère.

Le jury international qui remet le Cyclo d'or est, en 2009, présidé par Fatemah Motamed-Aria et comprend Jeffrey Jeturian, Indu Shrikent et Li Yang.

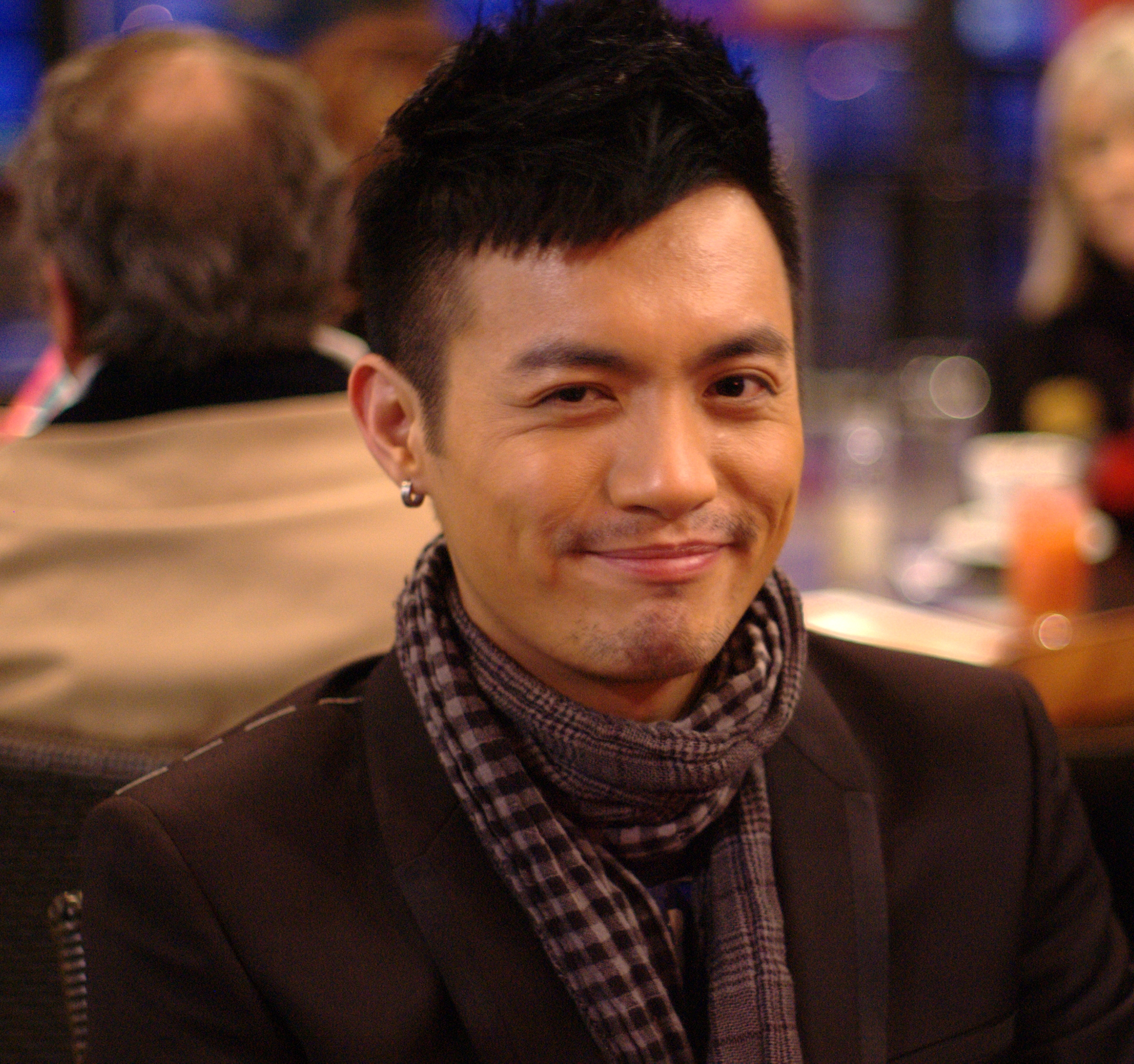
Van Fan, chanteur et acteur interprète de Cape n°7

## Programmation

### Section «Visages des cinémas d'Asie contemporains»
- Film d'ouverture :

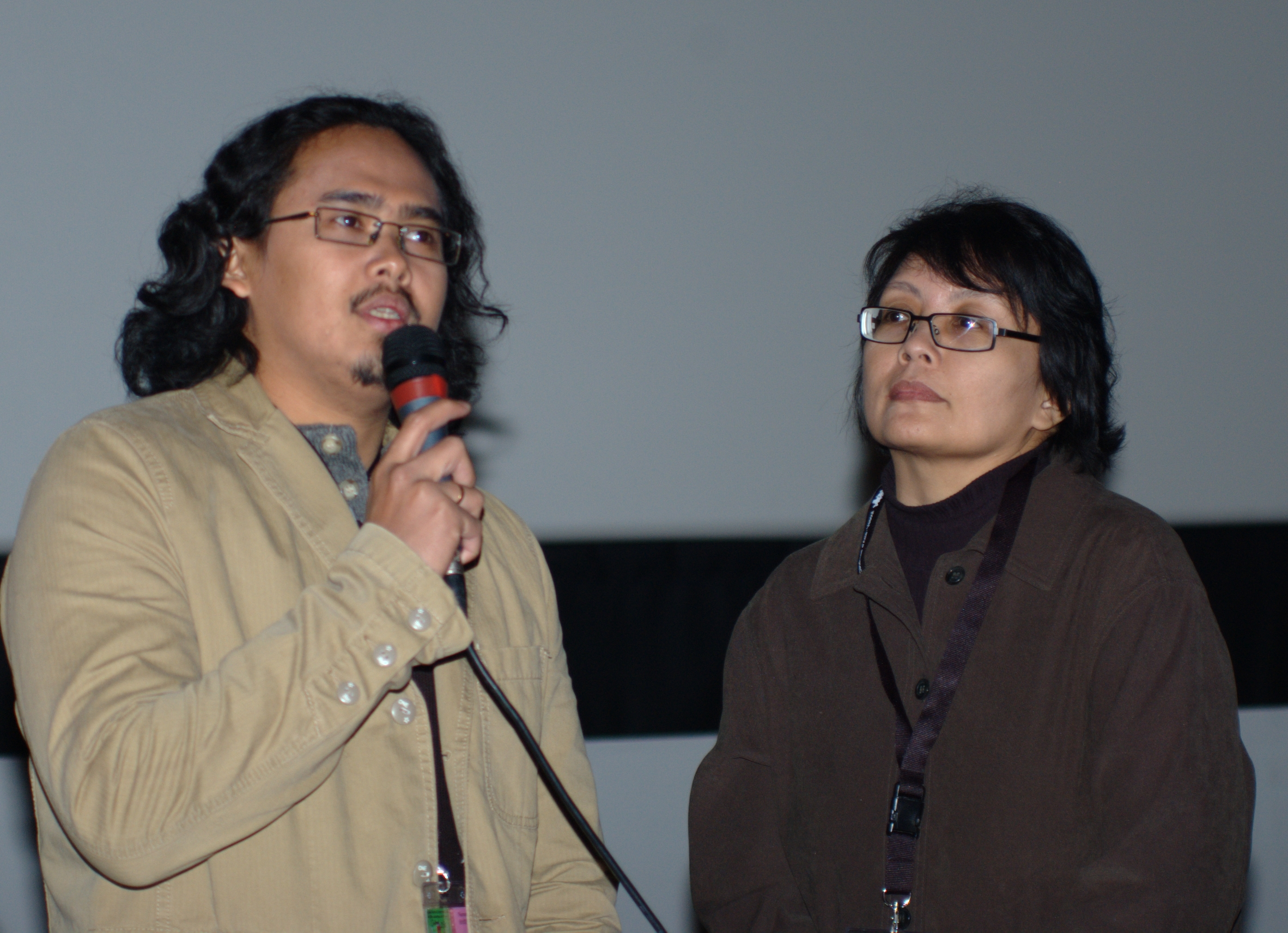
Nurman Hakim et Nan Achnas présentant le film 3 Wishes, 3 Loves.

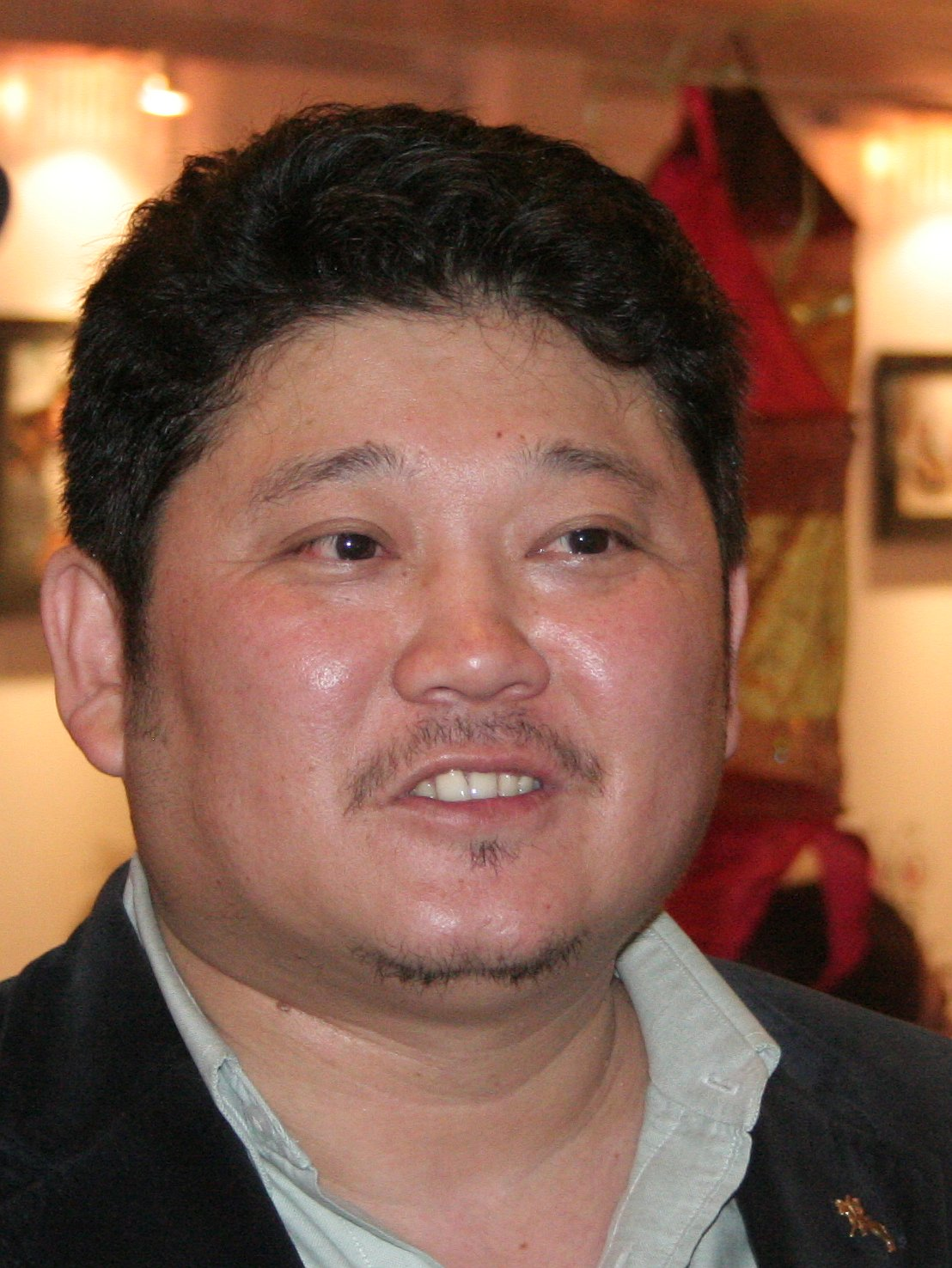
Roustem Abdrachev, Un Cadeau pour Staline

  - Kirghizistan, France - Chants des mers du sud de Marat Sarulu
- Films en compétition :
  - Chine - Le Mirage de Zhou Hongbo
  - Corée - Daytime Drinking de Noh Young-seok
  - Inde - Gulabi Talkies de Girish Kasaravalli
  - Indonésie - Pesantrem (3 Wishes, 3 Loves) de Nurman Hakim
  - Irak, France - L'Aube du monde d'Abbas Fahdel
  - Kazakhstan - Un cadeau pour Staline de Roustem Abdrachev
  - Philippines - 100 de Chris Martinez
  - Sri Lanka - Flowers of the Sky de Prasanna Vithanage
  - Taïwan - Cape n°7 de Wei Te-Sheng
- Film de clôture :
  - Japon - Tokyo Sonata de Kiyoshi Kurosawa

### Section thématique «Pleins les yeux»
- Chine - L’Eunuque impérial Li Lianying de Tian Zhuangzhuang
- Chine - Le Secret des poignards volants de Zhang Yimou
- Chine (Hong Kong) - Les Cendres du temps redux de Wong Kar-wai
- Chine (Taïwan) - Raining in the Mountain (Pluie sur la montagne) de King Hu
- Corée - Ivre de femmes et de peinture de Im Kwon-taek
- Corée - Musa, la princesse du désert de Kim Sung-su
- Corée - Printemps, été, automne, hiver… et printemps de Kim Ki-duk
- Corée - Le Roi et le Clown de Lee Jun-ik
- Inde, France - La Danse de l’enchanteresse de Adoor Gopalakrishnan et de Brigitte Chataignier
- Inde - Jodhaa Akbar de Ashutosh Gowariker
- Japon - Hara-kiri de Masaki Kobayashi
- Japon - L'Impératrice Yang Kwei-Fei de Kenji Mizoguchi
- Japon - Sakuran de Mika Ninagawa
- Japon - La Servante et le Samouraï de Yoji Yamada
- Kirghizistan - Le Descendant du léopard des neiges de Tolomouch Okeev
- Mongolie - L’Aigle fier, le lutteur de Jamyanguyn Buntar
- Taïwan - Tigre et Dragon de Ang Lee

### Hommage àMohsen Makhmalbafet à la Mahkmalbaf Film House
- Mohsen Makhmalbaf
  - 1990 : Une occasion d'amour

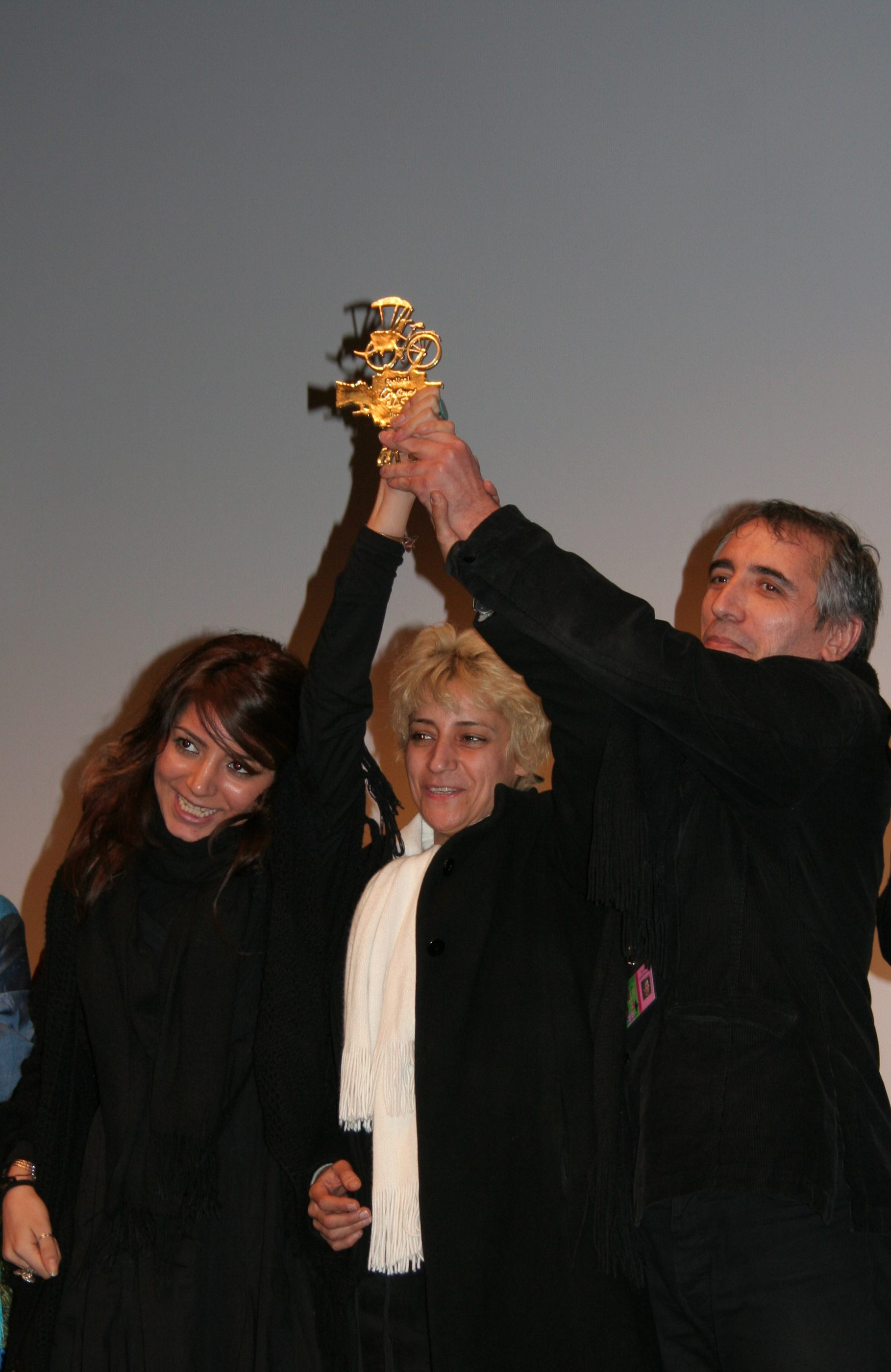
Hana Makhmalbaf, Marzieh Meshkini, Mohsen Makhmalbaf, cyclo d'or d'honneur.

  - 1992 : Il était une fois le cinéma
  - 1995 : Salaam Cinema
  - 1996 : Un instant d'innocence
  - 1996 : Gabbeh
  - 1998 : Le Silence
  - 1999 : Les Contes de Kish
  - 2001 : Kandahar
  - 2001 : L’Alphabet afghan
  - 2005 : Sex and Philosophy
  - 2006 :  - Le Cri des fourmis
- Marziyeh Meshkini
  - 2000 :  - Le Jour où je suis devenue femme
  - 2004 :  - Chiens égarés
- Samira Makhmalbaf
  - 1998 - La Pomme
  - 2000 - Le Tableau noir
  - 2008 - Two-Legged Horse
- Hana Makhmalbaf
  - 2003 - Joy of madness
  - 2007 - Le Cahier

### Regard de l'Occidental sur l'Asie
- États-Unis - Mémoires d’une geisha de Rob Marshall
- Allemagne - Le Tombeau hindou de Fritz Lang

### Japanimation
- Japon - Ken, l’ére de Raoh de Imamura Takahiro
- Japon - Amer Béton de Michael Arias

### Francophonie d'Asie: les réalisatrices libanaises
- Danielle Arbid
  - 2002 - Aux frontières

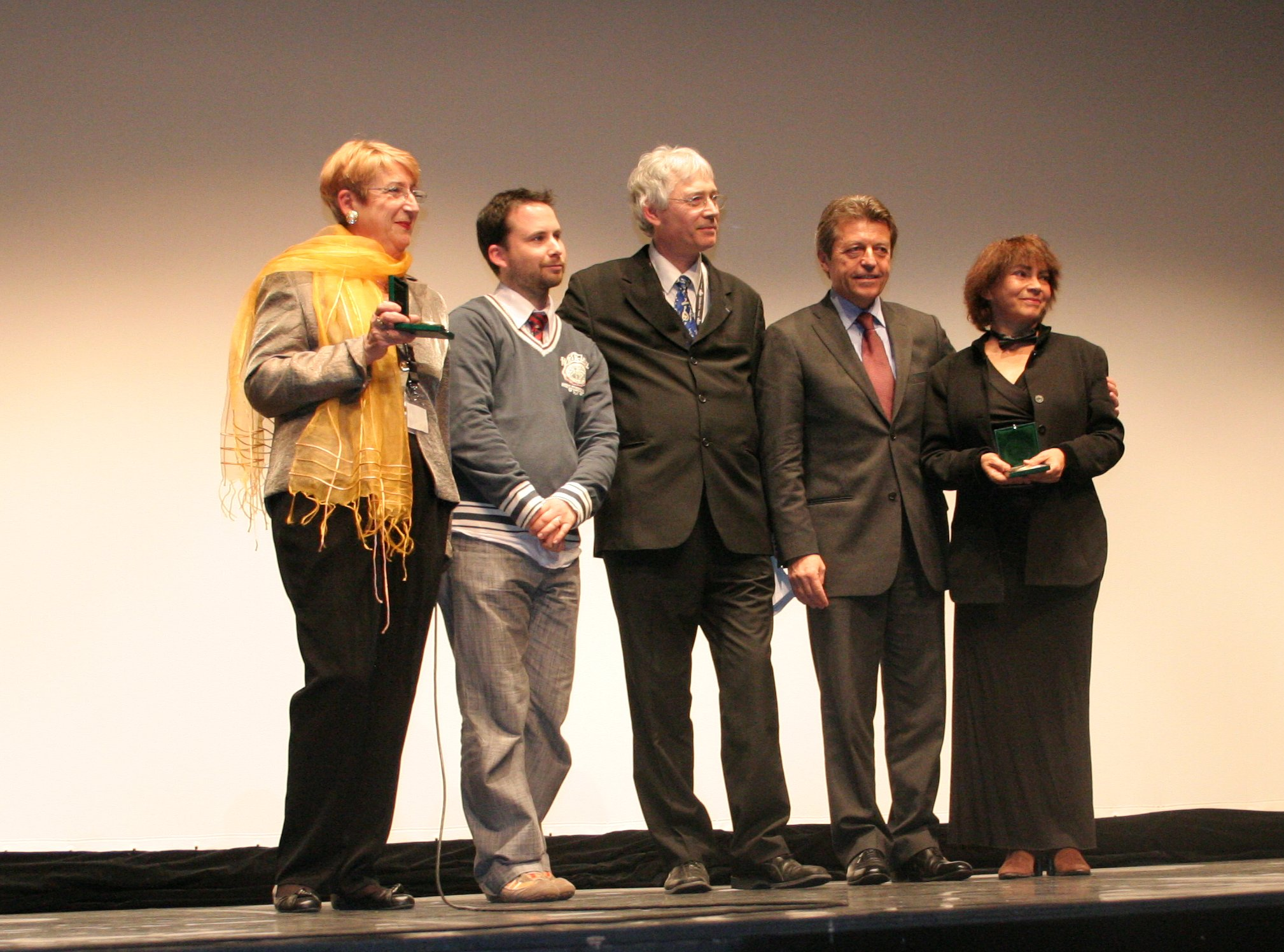
Martine Thérouanne et Jocelyne Saab, les deux lauréates des Médailles de la Francophonie remises par Alain Joyandet à l'occasion du FICA 2009.

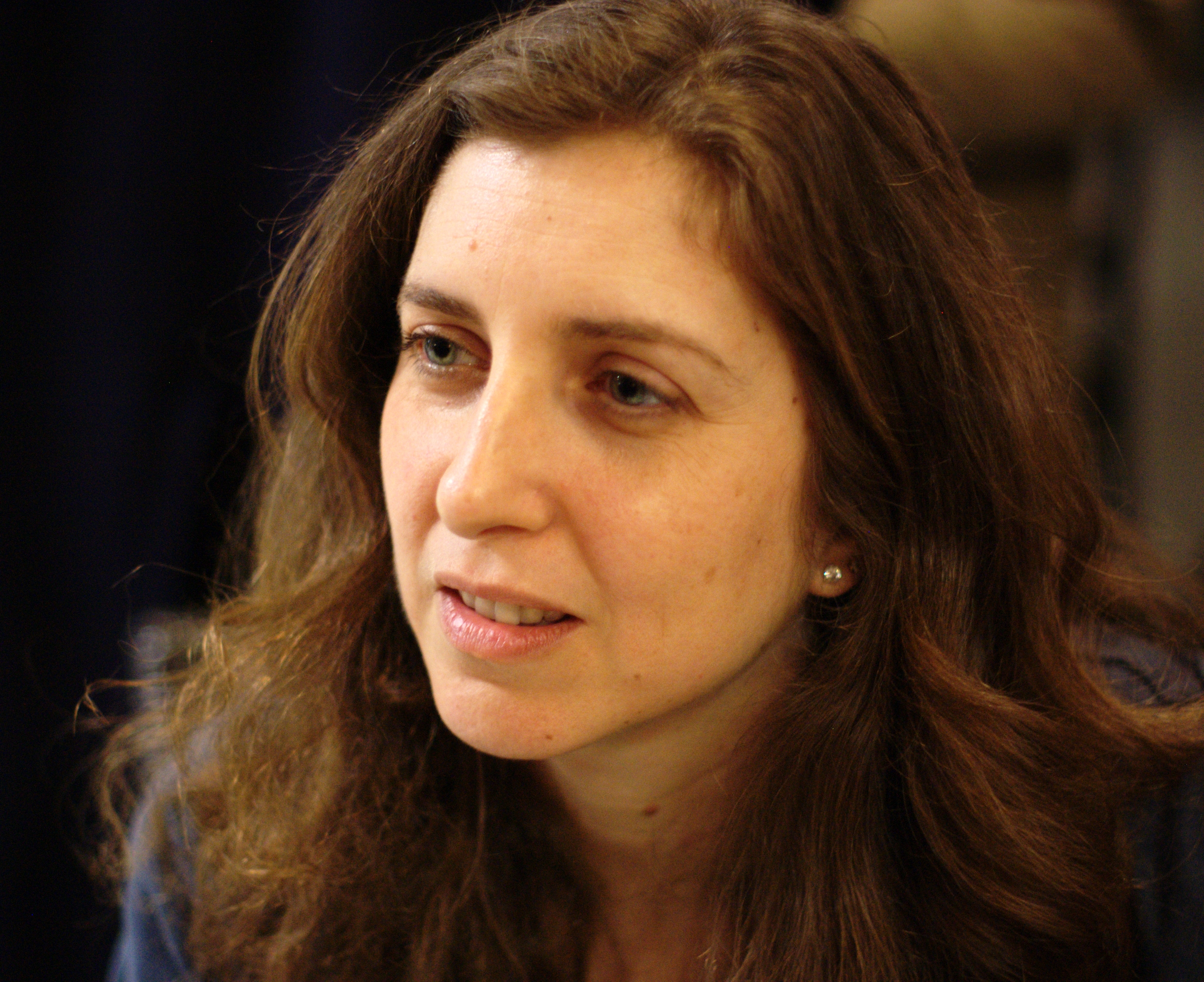
Joana Hadjithomas lors du Festival international des cinémas d'Asie en février 2009.

  - 2004 - Dans les champs de bataille
- Milka Assaf
  - 2001 - Le Bal du triomphe de l’amour
- Randa Chahal Sabbag
  - 1979 - Écrans de sable
  - 1995 - Nos guerres imprudentes
- Joana Hadjithomas
  - 1999 - Autour de la maison rose
  - 2005 - A Perfect Day
  - 2008 - Je veux voir
- Nadine Labaki
  - 2007 - Caramel
- Jocelyne Saab
  - 1975 - Le Liban dans la tourmente
  - 1994 - Il était une fois Beyrouth
  - 2005 - Dunia

### Section «Jeune Public»
- Japon - Le Petit Chat curieux de Goda Tsuneo
- Japon - Piano Forest de Kojima Masuyuki
- Malaisie - Muksin de Yasmin Ahmad

### Documentaires
- Documentaires en compétition :
  - Afghanistan, France - Afghanistan : la reconstruction par le théâtre d'Alexandra Paraboschi
  - Birmanie, France - Sur la route de Mandalay d'Alain Mazars
  - Iran - Persian Cat Walk de Marjan Alizadeh
  - Russie, France - L’École nomade de Michel Debats
  - Syrie - Iraqi in Multi Classes Exile de Fajr Yacoub
  - Taïwan, France - Taïwan 2008, paroles de campagne de Jean-Robert Thomann
  - Thaïlande, France - Le Docteur et les montagnards de Raphaël Peretti
  - Viêt Nam - Étranges Métiers de Khieu Nhi
- Documentaire hors compétition :
  - Cambodge, France - Pour un sourire d'enfant de Christian et Marie-France des Pallières

## Palmarès

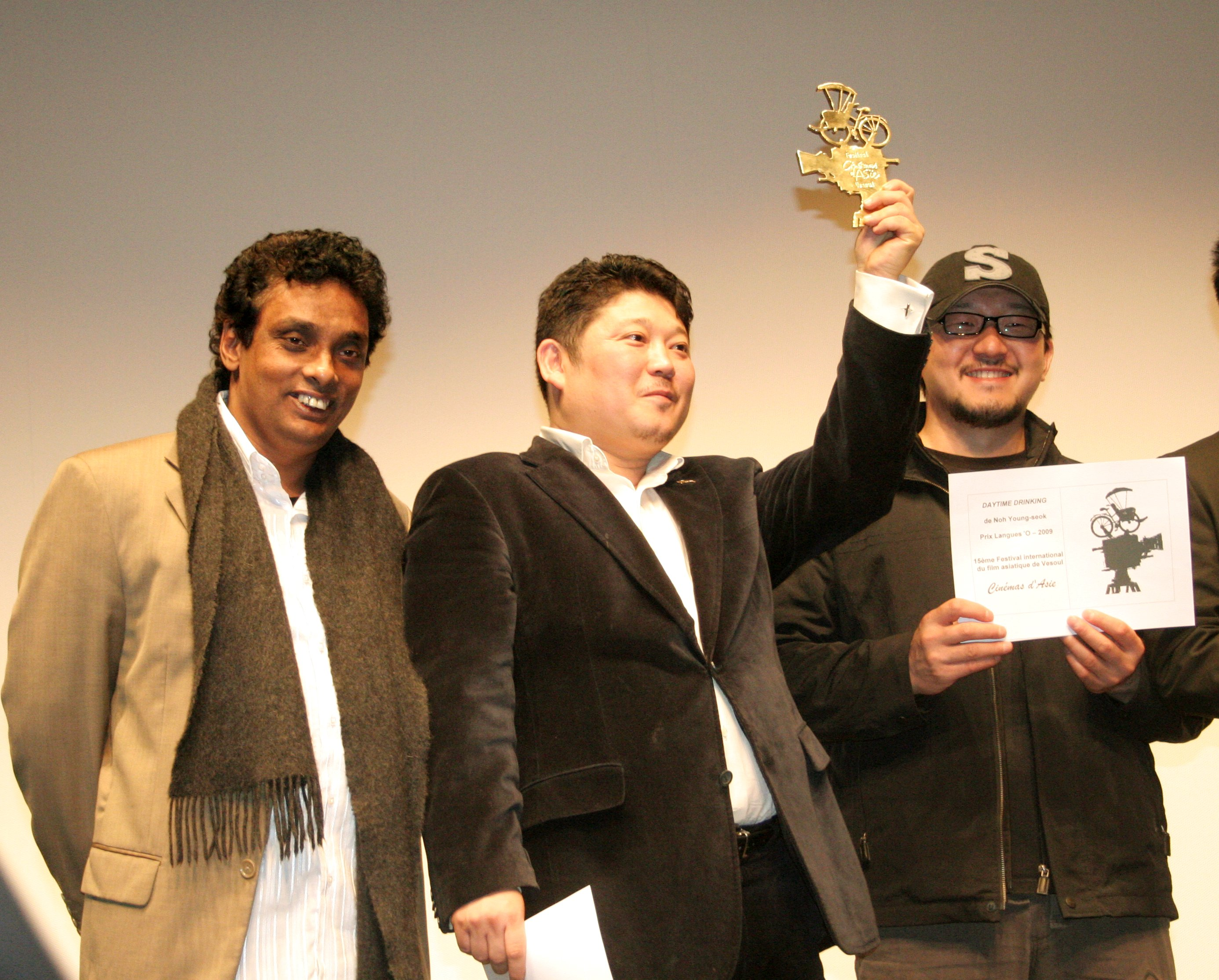
Prasanna Vithanage, Rustem Abdrachev, Cyclo d'or et Noh Young-seok

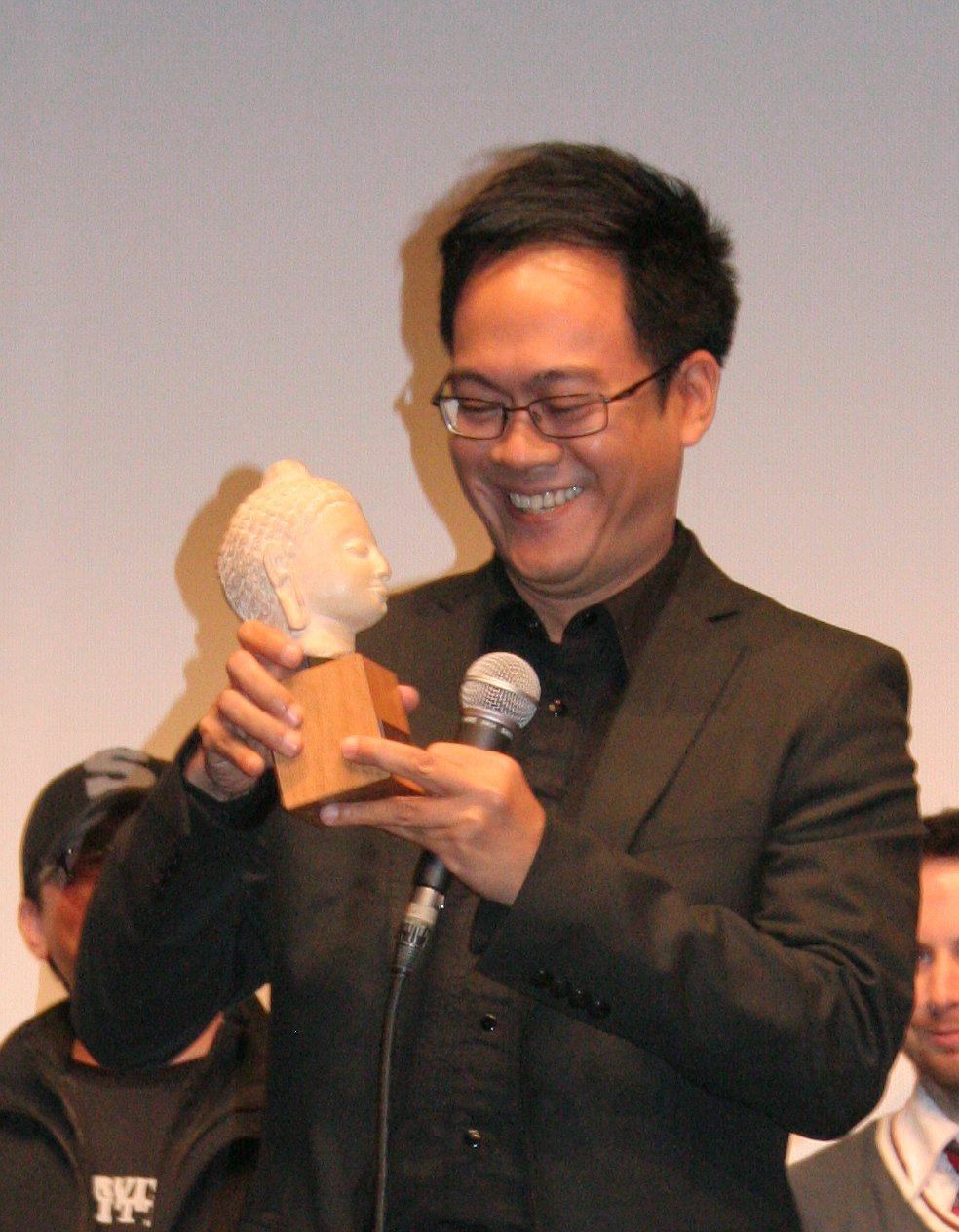
Chris Martinez recevant le prix Émile Guimet.

- Cyclo d'or d'honneur à Mohsen Makhmalbaf pour l'ensemble de son œuvre.
- Cyclo d'or spécial quinzième anniversaire à Shahla Nahid journaliste de RFI pour sa défense du cinéma asiatique et iranien en particulier.
- Jury international
  - Cyclo d'or à Roustem Abdrachev pour son film Un cadeau pour Staline.
  - Grand prix du jury à Nurman Hakim pour son film Pesantren.
    - Mention spéciale à Prasanna Vithanage pour Flowers of the Sky.
- Prix du Jury NETPAC à Abbas Fahdel pour son film L’Aube du monde.
- Prix Émile Guimet à Chris Martinez pour 100.
- Prix Langues O' à Noh Young-seok pour Daytime Drinking.
- Prix du public
  - Long métrage de fiction à Abbas Fahdel pour son film L’Aube du monde.
  - Film documentaire à Marjan Alizadeh pour Persian Catwalk.
- Prix du jury jeunes
  - Film documentaire à Michel Debats pour L’École nomade.
- Prix du jury lycéens à Roustem Abdrachev pour Un cadeau pour Staline.
- Coups de cœur
  - Guimet à Roustem Abdrachev pour Un cadeau pour Staline.
  - Langues O' à Girish Kasaravalli pour Gulabi Talkies.